# Copa Campeón de Campeones de Guatemala 1995
La Copa Campeón de Campeones de Guatemala de 1995. Enfrentó a los clubes CSD Municipal y CSD Comunicaciones, la final se disputó en 1995 a partido de ida y vuelta, quedando empatados a 1 gol en el global, se definió al campeón por lanzamiento de penales ganando 5 a 4 Comunicaciones.

## Equipos participantes
| Comunicaciones |  | Campeón de la Liga Nacional de Guatemala (1995) |
| Municipal      |  | Campeón del Torneo de Copa (1995)               |

## Resultados

### Ida
| 7 de mayo de 1995 | Comunicaciones | 1:0 | Municipal | Estadio Cementos Progreso, Ciudad de Guatemala |                            |
|                   | Jorge Rodas    |     |           | Árbitro(s): Filadelfo Díaz                     | Árbitro(s): Filadelfo Díaz |

### Vuelta
| 12 de mayo de 1995 | Municipal                                                             | 1:0 (4:5 p.)(Global 1:1)   | Comunicaciones                                                        | Estadio Mateo Flores, Ciudad de Guatemala |                          |
|                    | Juan Carlos Plata (pen.)                                              |                            |                                                                       | Árbitro(s): Carlos Palma                  | Árbitro(s): Carlos Palma |
|                    |                                                                       | Tiros desde el punto penal |                                                                       |                                           |                          |
|                    | - Desconocido - Desconocido - Desconocido - Desconocido - Desconocido |                            | - Desconocido - Desconocido - Desconocido - Desconocido - Desconocido |                                           |                          |

## Campeón
|                                  |
| Campeón Comunicaciones 8° título |